# Veicolo di investimento strutturato
Veicolo di investimento strutturato (in inglese Structured investment vehicle - SIV) è una tipologia di società finanziaria creata dalle banche (Bank-sponsored off-balance sheet entities, OBSE) per guadagnare, fuori bilancio, un differenziale tra i suoi asset e passivi come una banca tradizionale.
La strategia di una SIV è di prendere in prestito denaro nel mercato monetario attraverso l'emissione di titoli a breve termine, come ABCP, una sorta di cambiali garantite dagli asset detenuti in bilancio a bassi tassi di interesse. Quindi il veicolo prende a prestito denaro per investire nell'acquisto di titoli a lungo termine (come gli RMBS, prestiti di automobili, prestiti studenteschi, cartolarizzazioni di carte di credito e titoli bancari) a tassi di interesse più elevati rispetto al tasso di finanziamento. Lo spread di tassi derivante dalle predette operazioni patrimoniali determina il profitto dell'istituto.
A causa di questa struttura i Veicoli di investimento strutturato sono considerati come parte del sistema bancario collaterale.
Fu inventato da Citigroup nel 1988, I SIV furono utilizzati fino al crollo del mercato del 2008.